# Naturschutzgebiet Heiden und Magerrasen bei Trupbach

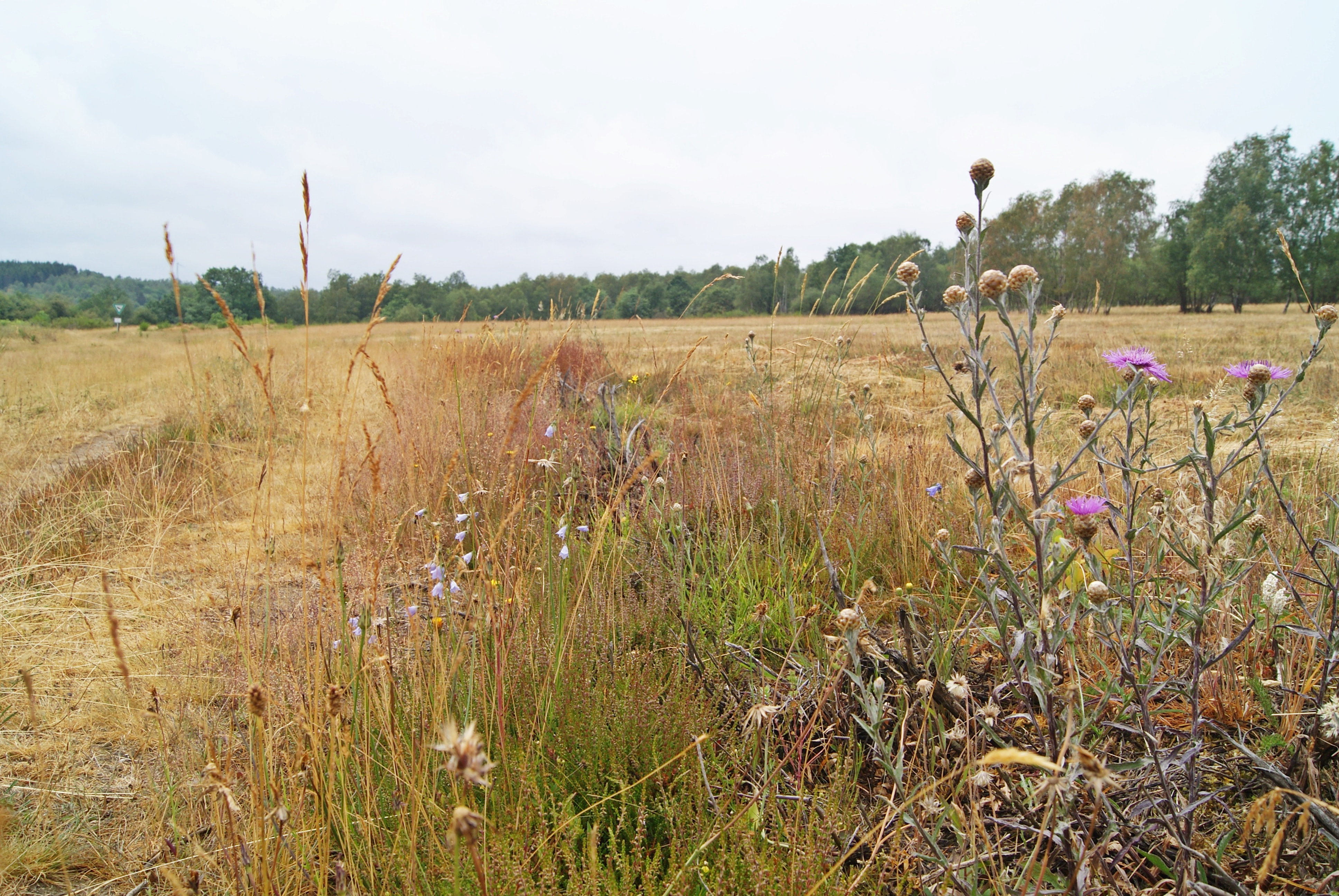
Naturschutzgebiet Heiden und Magerrasen bei Trupbach

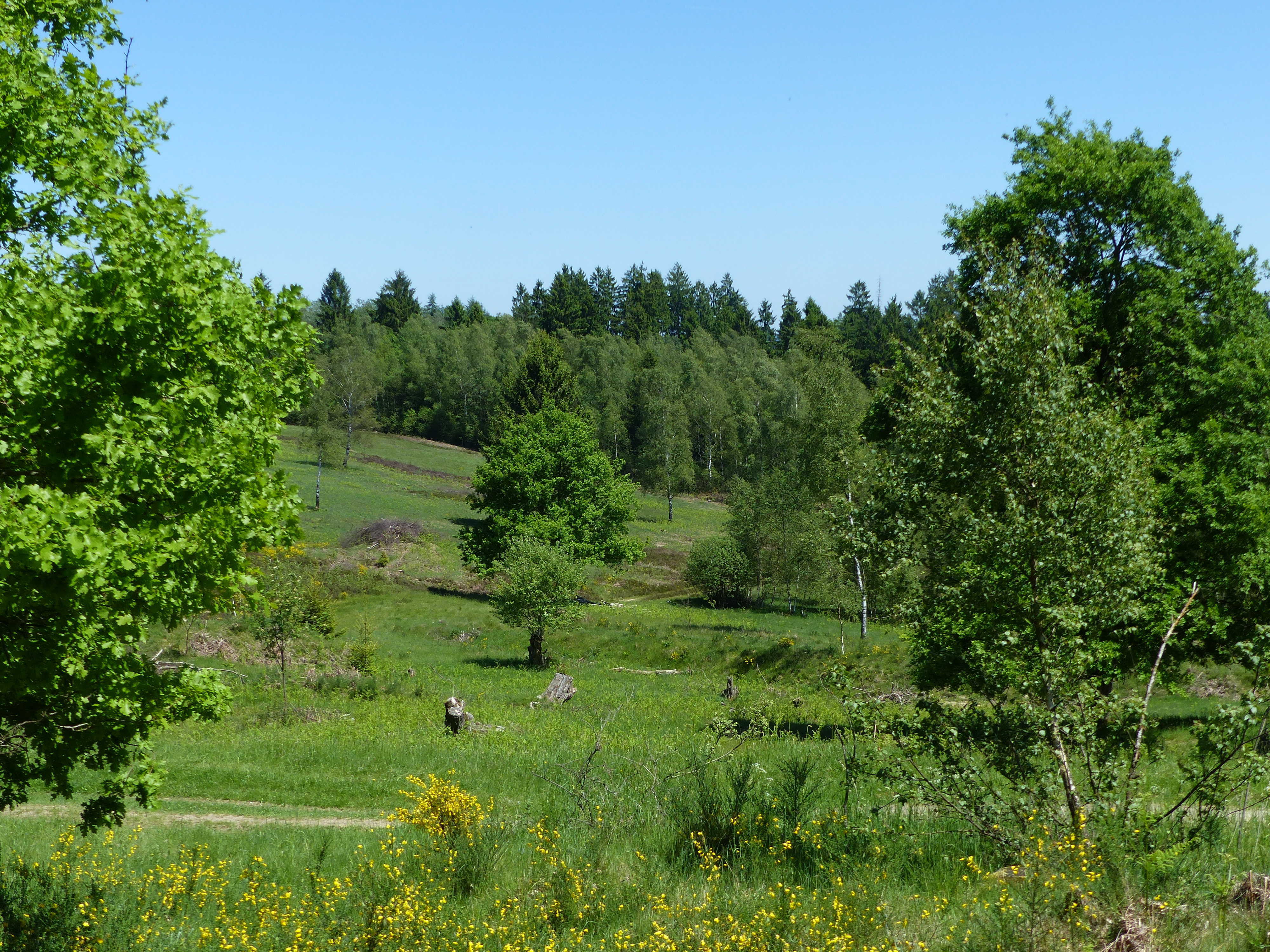
NSG Kirrberg, Mai 2021

Das Naturschutzgebiet Heiden und Magerrasen bei Trupbach mit 80,90 Hektar Flächengröße liegt nordwestlich von Trupbach im Stadtgebiet von Siegen und im Kreis Siegen-Wittgenstein. Das Gebiet wurde 2004 von der Bezirksregierung Arnsberg per Verordnung als Naturschutzgebiet (NSG) ausgewiesen. 2008 wurde das NSG mit dem Landschaftsplan Siegen durch den Kreistag des Kreises Siegen-Wittgenstein erneut ausgewiesen. Das NSG geht bis zur Stadtgrenze. Die angrenzenden Bereiche der Trupbacher Heide im Stadtgebiet Freudenberg wurden als Naturschutzgebiet Kirrberg ausgewiesen. Teile vom Naturschutzgebiet Heiden und Magerrasen bei Trupbach und vom Naturschutzgebiet Kirrberg bilden das 85 Hektar große FFH-Gebiet Heiden und Magerrasen bei Trupbach (Nr. DE-5113-301). Das NSG wird durch die Biologische Station Siegen Wittgenstein betreut. Auch der Naturpark Sauerland-Rothaargebirge ist in die Betreuung eingebunden.

## Beschreibung
Beim NSG handelt es sich um Hochflächen des ehemaligen Truppenübungsplatzes Trupbach mit Borstgrasrasen, Silikattrockenrasen, Kleingewässer, Magerwiesen, Magerweiden, Calluna-Heiden und Besenginster-Heiden. Der Truppenübungsplatzes Trupbach wurde ab 1936 von der Wehrmacht genutzt. Nach dem Zweiten Weltkrieg nutzten belgische Streitkräfte den Platz bis 1994. Anschließend war die deutsche Luftwaffe auf einem Teil des Platzes bis 2003 aktiv. Danach sollte der Platz zum Gewerbegebiet werden. Der Naturschutz konnte dies verhindern und die Schutzausweisung des Offenlandes erreichen.
Das NSG wird mit etwa 350 Schafen und einigen Ziegen der Schäferei Küthe beweidet. Bei den Schafen handelt es sich meist um Merinolandschafe sowie einige Schwarzkopfschafe. Einige Grünlandbereiche werden auch gemäht, um Winterfutter für die Schafherde zu gewinnen. Im Winter 2014/15 wühlte ein entmilitarisierter Leopard 1 Panzer über Teilbereiche der Trupbacher Heide, um neuen Raum für Pionierpflanzen- und Tierarten wie konkurrenzschwachen Pflanzen, Amphibien
und Insekten zu schaffen.
Im Dezember 2019 baggerte ein Bagger 2.200 Quadratmeter Oberboden ab, um Rohbodenflächen für die Heidevegetation zu schaffen. Auf 7.400 Quadratmeter entbuschte eine ferngesteuerte Spezialraupe. Andere Flächen mulchte man oder setzte auf Abbrennen von Bereichen zur Schaffung vegetationsfreier bzw. -armer Bereiche. 2019 begann die Nutzung von 10 ha Fläche als Niederwald. Da es Probleme mit Besuchern, abseits der erlaubten Wege, gab, setzte man ab September 2019 ein neues Wegekonzept um. Es wurde ein Rundweg angelegt, ferner wurden Hinweis- und Thementafeln aufgestellt. Auch auf die Internetseite des NABU-Siegen-Wittgenstein setzte man Infos.

## Flächen Eigentümer
Am 17. April 2015 wurde die NRW-Stiftung Flächen Eigentümer des NSG und des Naturschutzgebietes Kirrberg. An diesem Tag unterzeichneten Bundesumweltministerin Barbara Hendricks, NRW-Umweltminister Johannes Remmel, Vorstandsmitglied der Bundesanstalt für Immobilienaufgaben (BImA) Axel Kunze und NRW-Stiftungspräsident Harry Kurt Voigtsberger einen entsprechenden Rahmenvertrag. Auf Vorschlag des Landes NRW wurden vier Liegenschaften des Nationalen Naturerbes (NNE) aus Bundesbesitz durch Beschluss des Deutschen Bundestages an die NRW-Stiftung übertragen. Dabei handelte es sich um die ehemaligen Truppenübungsplätze Trupbacher Heide, Drover Heide im Kreis Düren und Steinheide im Rhein-Erft-Kreis sowie um die Rotbuchenwälder unterhalb des Steigenberger Grandhotel auf dem Petersberg in Königswinter.